# Ab Urbe condita
Ab Urbe condita je knjiga rimskog povjesničara Tita Livija koja govori o događajima od osnutka Rima 753. pr. Kr. do Livijeva doba 9. pr. Kr. u 142 knjige od kojih je sačuvano samo 35, odnosno sažetci svih knjiga (Periochae). Za povijest hrvatskih krajeva osobito je važna 41. knjiga koja govori o Istri. U njoj temeljito opisuje II. histarski rat (histarski ratovi) i opsadu Nezakcija 178–177. pr. Kr. Slabost djela je često svjesno nekritično preuzimanje podataka, Livijevo naginjanje augustovskoj propagandi.

### Kronologija
Livijeva Povijest Rima pokriva ova razdoblja:
Knjige 1–5 – Mitsko osnivanje Rima (uključujući Enejino iskrcavanje u Italiji i Romulovo osnivanje grada), razdoblje kraljeva, rane republike sve do galskih osvajanja. (oko 753. pr. Kr.  – oko.386. pr. Kr.)
Knjige 6–15 – Podlaganje Italije (Samnitski ratovi) prije sukoba s Kartagom.(izgubljene su knjige 11–15). (oko 387. pr. Kr.  – 264. pr. Kr.)
Knjige 16–30 – Prva dva punska rata. (izgubljene su knjige 16–20). (264. pr. Kr.  – 201. pr. Kr.)
Knjige 31–45 – Makedonski i ostali istočni ratovi sve do 167. pr. Kr. (201. pr. Kr. – 167. pr. Kr.)
Izgubljene su ove knjige:
Knjige 46–70 – Razdoblje poslije 167. pr. Kr. sve do izbijanja Društvenih ratova (90. pr. Kr.)
Knjige 71–90 – Smrt Sule. (90. – 78. pr. Kr.)
Knjige 91–108 – Prema Galskom ratu. (78. – 50. pr. Kr.)
Knjige 109–116 – Građanski rat i Cezarova smrt. (49. – 44. pr. Kr.)
Knjige 117-133 – Antonijeva smrt (44. – 30. pr. Kr.)
Knjige 134-142 – Augustovo vladanje sve do 9. pr. Kr.